# Arremon castaneiceps
Arremon castaneiceps là một loài chim trong họ Emberizidae.